# Boltzmannův faktor

Relativní pravděpodobnost výskytu při dané teplotě klesá exponenciálně s energií stavu.

Pravděpodobnost daného stavu roste s teplotou systému.

Boltzmannův faktor ve fyzice je bezrozměrný výraz pojmenovaný po rakouském fyzikovi Ludwigu Boltzmannovi. Ve vícestavovém systému vyjadřuje Boltzmannův faktor relativní pravděpodobnost výskytu stavu s energií {\displaystyle E}, je-li systém v termodynamické rovnováze při teplotě {\displaystyle T}:
{\displaystyle W(E)=e^{-{E \over kT}}=e^{-\beta E}\,,}
kde {\displaystyle e} je Eulerovo číslo, {\displaystyle k} je Boltzmannova konstanta a {\displaystyle \beta ={1 \over kT}} je termodynamické beta.
Boltzmannův faktor, ačkoli nabývá hodnot od 0 do 1, nelze interpretovat jako pravděpodobnost. Součet Boltzmannových faktorů všech možných stavů systému nemusí být 1 (pravděpodobnost jistého jevu). Tento součet se značí {\displaystyle Z} a nazývá se partiční suma. K získání pravděpodobnosti je třeba Boltzmannův faktor normovat vydělením {\displaystyle Z}. 